# Mostní zábradlí
Mostní zábradlí slouží k ochraně cyklistů a chodců. Slouží též alespoň částečně i k ochraně silničního provozu a ochraně obsluhy, když se provádí revize mostu.

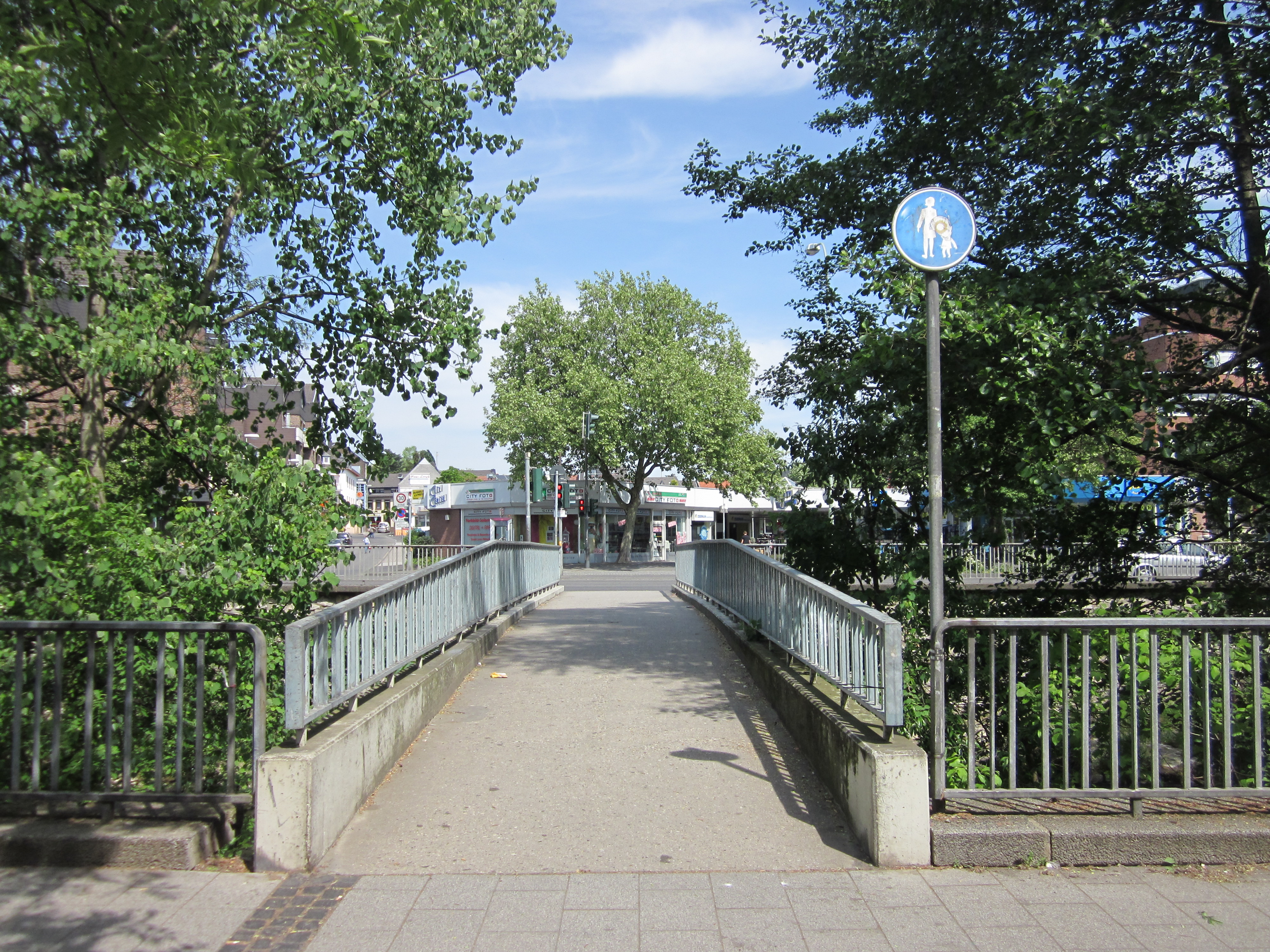
Mostní zábradlí

## Umístění zábradlí
- Vnější strana chodníků, veřejných i nouzových, které jsou oddělené, či neoddělené svodidlem od provozu.
- V podjezdech na koruně opěrných zdí při zvýšených chodnících.
- Na lávkách pro pěší a cyklisty – oboustranně.
- Na lávkách revizních, či plošinách.
- Na přesypaných mostech, které mají římsu větší než 2 m na terénem, komunikacích, či dnem vodního toku.

## Materiál zábradlí pro rekonstrukce historických mostů
- Kamenné
- Betonové
- Litinové

Běžně se navrhuje ocelové zábradlí, které splňuje podmínky hmotnosti a estetičnosti
Madlo zábradlí se navrhuje o minimální výšce 1100 mm nad zpevněním. Výplň zábradlí není potřeba ani se nenavrhuje. Pouze u starších mostů se navrhovala, případně kombinovala s drátěným pletivem.
Maximální mezera mezi svislými pruty musí být 115 mm (velikost dětské hlavy).
Mezera mezi vodorovnou příčnou a povrchem chodníku musí být též menší než 115 mm.

## Zábradlí železničních mostů
Toto zábradlí musí být umístěno ve všech objektech, které náleží stanici. Také v na trati, která má římsy nad komunikací, terénem, dnem vodního toku, větší než 2 m
Výška zábradlí musí být 1100 mm a je nutné, aby mělo krom madel též přičle a výplně (dle rozměrů na silničních zábradlích). Dolní přičle má minimální vzdálenost od povrchu 100 mm.
Zábradlí lze nahradit plnostěnným nosníkem s minimální výškou 900 mm, s minimální šířkou 200 mm. Nosníky, které nesplňují minimální výšku, musí být doplněny do výšky 1100 mm zábradlím.